# Mudzsáhid
A mudzsáhidok, perzsa kiejtés alapján modzsáhedek (arabul: مجاهد, muǧāhid, magyarul „küzdő”) azon muszlimok, akik részt vesznek a dzsihádban. Sok nyugati nyelvben a többes szám tárgy-birtokos esetű alakjában (muǧāhidīn, azaz arabosan mudzsáhidín, perzsául modzsáhedin) ismert.
A kifejezést gyakran „Isten harcosai”-ként fordítják, bár a küzdelemnek nem kell feltétlenül háborúnak lennie.
Az utóbbi években mudzsáhidoknak szokás nevezni azokat, akik a muszlim földek fegyveres védelmében vesznek részt. Nem egységes mozgalomról van szó: akik részt vesznek benne, magukat istenfélő embernek tartják, akik az igazságtalanság, különösen a külföldi megszállás, illetve az állami elnyomás ellen küzdenek.
A kifejezés a nyugati világban az 1980-as években vált ismertté, amikor az afgán modzsáhedek a szovjetek ellen harcoltak. Azóta muszlim önkéntesek a világ több pontján harcoltak e név alatt, többek közt Albániában, Kasmírban, Koszovóban, Boszniában, Csecsenföldön és Szíriában.